# 小行星14702
小行星14702（14702 Benclark）是一颗绕太阳运转的小行星，为主小行星带小行星。该小行星于2000年1月7日发现。

## 轨道参数
小行星14702的轨道半长轴为2.9816160 UA，离心率为0.103。